# Semiothisa comstocki
Semiothisa comstocki är en fjärilsart som beskrevs av Sperry 1949. Semiothisa comstocki ingår i släktet Semiothisa och familjen mätare. Inga underarter finns listade i Catalogue of Life.